# هلنا ماکووسکا
هلنا ماکووسکا (انگلیسی: Helena Makowska؛ ۲ آوریل ۱۸۹۳ – ۲۲ اوت ۱۹۶۴) یک هنرپیشه اهل لهستان بود. وی بین سال‌های ۱۹۱۱ تا ۱۹۵۸ میلادی فعالیت می‌کرد.
از فیلم‌ها یا برنامه‌های تلویزیونی که وی در آن نقش داشته است می‌توان به فابیولا، کجا می‌روی، هملت، کرم شب‌تاب اشاره کرد.